# Старый Косов
Ста́рый Ко́сов (укр. Старий Косів) — село в Косовской городской общине Косовского района Ивано-Франковской области Украины.
Население по данным 2025 года составляет 1700 человек. Занимает площадь 10,63 км². Почтовый индекс — 78606. Телефонный код — 3478.